# 横田商会 (DJユニット)
横田商会(よこたしょうかい)、あるいはY&Co.(ワイアンドコー又はワイコー)は元横浜マハラジャ勤務のディスコDJで、現在はゲーム音楽DJやUSEN番組DJ等で活躍中。

## 経歴
コナミ株式会社（コナミデジタルエンタテインメント）の音楽ゲーム（BEMANIシリーズ）で活躍しているDJ BOSS（横田聡）とDJ Remo-con（田村哲也）によるDJユニット。楽曲制作やリミックス、ステージ演出などを手がける。avex traxの人気コンピレーションアルバム「スーパーユーロビート」シリーズでもお馴染みで(同シリーズの立ち上げメンバーでもある）、beatmaniaIIDXでもユーロビート中心に曲を提供している。元横浜マハラジャ勤務でマハラジャグループやヴェルファーレで活動。現在はBEMANIシリーズと共にC-58ハイパーディスコミックスで活躍中。

## メンバー
DJ BOSS(1968年3月10日 - )
本名は横田聡(よこた あきら）
- ここ数年、SUPER EUROBEATのリミックスは彼一人が行っていることが多い。

DJ Remo-con(1972年8月28日 - )
本名は田村哲也(たむら てつや)
- 「DJ Remo-con」という名前は、DJを始めた当時にターンテーブルを二台買うお金が無く、代わりに"カラオケポン"というカラオケなどで使用される「曲のピッチ（音程と速度）を変えられるCDプレイヤー」を使っており、その操作にリモコンを使っていた、という話を本人から聞いた当時の先輩DJが付けたものである。

## 主な曲
※beatmania IIDXについては括弧内の表記はそれぞれ(初出のバージョン:ゲーム中の名義)を表すものとする。

Remo-con単体の曲は田村哲也の項目を参照

### Y&Co.名義の参加曲

#### ParaParaParadise
- LUV TO ME ～super euro version～ (tiger YAMATO with Y&Co.)
- CAN'T STOP FALLIN' IN LOVE -super euro version- (NAOKI with Y&Co.)
- DYNAMITE RAVE ～super euro version～(NAOKI with Y&Co.)

#### beatmania IIDX
- Colors -Y&Co.Eurobeat Remix-(8th style:dj TAKA (remixed by 横田商会)) - 編曲:横田
- Monkey Dance(8th style:Y&Co.) - 作曲:田村
- Attitude(8th style:Y&Co.) - 作曲:田村
- BAD BOY BASS!! (dj Remo-con MIX)(9th style:Y&Co.) - 作曲:田村
- I'm In Love Again -Y&Co. EURO MIX-(9th style:dj TAKA Remixed by Y&Co.) - 編曲:横田
- Let the snow paint me -Y&Co. Remix-(9th style:Sana Remixed by Y&Co.)
- Daisuke(10th style:Y&Co.) - 作曲:田村、編曲:横田
- Smell Like This(10th style:Y&Co.) - 作曲:田村
- SPEEDY CAT(11 IIDX RED:Y&Co.) - 作曲:横田
- POODLE(12 HAPPY SKY:Y&Co.)
- BOOM BOOM DISCO NIGHT(13 DistorteD:Y&Co.)
- Roulette(14 GOLD:Y&Co.)
- So Real(14 GOLD:Y&Co. feat.mioco)
- エコ爺(15 DJ TROOPERS:Y&Co.)
- Monkey Dance '09(16 EMPRESS:Y&Co. Feat.DOMINO)
- Y&Co. is dead or alive(16 EMPRESS:Y&Co.)
- Mysterious Time(17 SIRIUS:Y&Co.)
- Take My Life(20 tricoro:Y&Co.)
- Wonder Girl feat. Kanae Asada(21 SPADA:Y&Co.)
- Sometimes feat. Kanae Asaba(22 PENDUAL:Y&Co.)
- TA・DA ☆ YO・SHI(22 PENDUAL:Y&Co.)
- Set U Free feat. Kanae Asaba(23 copula:Y&Co.)
- Remedy feat. Kanae Asaba(24 SINOBUZ:Y&Co.)
- no limit 2 dance feat. 大山愛未(25 CANNON BALLERS :Y&Co.)
- ROCK女 feat. 大山愛未, Ken (26 Rootage:Y &Co.)
- NRG STAR '86 feat, 大山愛未 (27 HEROIC VERSE Y&Co.)
- So Punky feat. 大山愛未 (28 BISTROVER Y&Co.)

#### Dance Dance Revolution
- BOYS(Euro Mix) (4thMIX:SMiLE.dk) - SMiLE.dkのミニアルバム「SMILE PARADISE」に収録されたもの。
- WH1TE RO5E (X2:Y&Co.)
- KEEP ON MOVIN' (Y&Co. DJ BOSS remix) (X3 VS 2ndMIX) - 編曲:横田。NAOKIの楽曲のリミックス。

#### jubeat
- IN THE NAME OF LOVE(Y&Co. feat. Erica)
- Sweet Rain(knit:Y&Co. feat. Karin)
- Just a Game(Qubell:Y&Co.)
- Samba Ramba(festo:Y&Co. feat.Kanae Asaba)

#### その他
- KEEP ON MOVIN'(Y&Co. DJ BOSS remix) (N.M.R.) - Dance Dance Revolution 2ndMIX ORIGINAL SOUNDTRACK(復刻盤)収録
- 扉ひらいて、ふたり未来へ -Fantom Euro Mix- (オーガストのゲーム「FORTUNE ARTERIAL」の初回特典版の特典CD 「FORTUNE ARTERIAL INJECTED MUSIC COLLECTION」のリミキサーとして参加、Y&Co.と同じくBEMANIシリーズに参加しているkors kやRyu☆も同CDに参加している)
- DAynamite Mix Juice 1 ~You Know beat?~ 4曲をリミックス
  - 情熱BALLAD ~Y&Co. Remix~
  - HOT LIMIT ~Y&Co. Remix~
  - PERFECT FUTURE? ~Y&Co. Remix~
  - 太陽のグラヴィティー ~Y&Co. Remix~
- Dance Dance Revolutionシリーズのサウンドトラックにてノンストップミックスの制作を担当(『STRIKE&FESTIVAL』まで)。

### 横田商会名義
- Usen440 Presents ハイパー・ディスコ・ミックス